# Bursa Race
La Bursa Race es una competición ciclista profesional turca que agrupa dos carreras de un solo día que se disputan en Bursa y sus alrededores en el mes de junio.
Las 2 carreras son la Bursa Orhangazi Race y la Bursa Yildirim Bayezit Race y la primera edición de ambas carreras se disputó en 2019 entrando a formar parte del circuito UCI Europe Tour, dentro de la categoría 1.2 (última categoría del profesionalismo).

## Palmarés

### Bursa Orhangazi Race
| Año  | Ganador     | Segundo          | Tercero       |
| ---- | ----------- | ---------------- | ------------- |
| 2019 | Onur Balkan | Geórgios Boúglas | Mustafa Sayar |

### Bursa Yildirim Bayezit Race
| Año  | Ganador       | Segundo               | Tercero     |
| ---- | ------------- | --------------------- | ----------- |
| 2019 | Mustafa Sayar | Miltiadis Giannoutsos | Onur Balkan |

## Palmarés por países
| País    | Victorias |
| ------- | --------- |
| Turquía | 1         |

| País    | Victorias |
| ------- | --------- |
| Turquía | 1         |